# Eugène Lecointre
Pour les articles homonymes, voir Lecointre.
Jean  Augustin Eugène Lecointre, né le 19 mai 1826 à Poitiers et mort le 24 mars 1902 à Alençon, est un homme politique et historien français. Il a été maire d’Alençon de 1868 à 1871.

## Biographie
Fils de Jean Baptiste Arsène Lecointre (1804-1869) et Anna Dauvillier (1801-1883), il est l’aîné de quatre enfants, il a deux petites sœurs (Marie Anne (1831-1867) et Anna Justine (1837-1875)) et un petit frère (Paul Joseph (1840-1914)). Sa famille est originaire de Normandie, mais installée dans le Poitou.

### Dans la Vienne
À 16 ans, le 7 janvier 1843, il est admis dans la Société française pour la conservation des monuments. Il passe l’année suivante son baccalauréat ès lettres et entame des études de droit.
Durant ses études, il est reçu à la Société des antiquaires de l'Ouest, cofondée en 1834 par son oncle historien Gérasime Lecointre-Dupont, société pour laquelle il publie deux essais en 1846. Il travaille aussi avec la Société française archéologique à la défense des monuments du Poitou.
De 1848 à 1851, il étudie l’histoire de l’archéologie et de la numismatique poitevines.
Licencié en droit en 1847 et inscrit à l’ordre des avocats à partir de 1850, il est nommé juge suppléant au tribunal de Poitiers en février 1854 et il rentre en avril, un mois et demi après, au Conseil départemental de l’instruction publique. En juin 1855, il est élu conseiller général de la Vienne, puis devient en juillet de la même année conseiller municipal de Poitiers. Il reste à la mairie jusqu’en 1860 et au Conseil général jusqu’en 1864.

### Dans l’Orne
En 1857, Eugène Lecointre épouse à Alençon, Henriette Levain (1837-1910), appartenant à la famille d’Henri-Jean Savary, ancien maire de la ville. Se fixant alors à Alençon, il y devient membre de la Société des antiquaires de Normandie, ainsi que de la Société des antiquaires de France. Il est d’abord élu conseiller municipal dès 1860 puis nommé maire par décret impérial le 18 juillet 1868.
Le 14 janvier 1871, lors de la guerre franco-allemande, Eugène Lecointre s’oppose au préfet Alain Dubost pour les plans de défense de la ville, il évite ainsi la destruction des ponts ainsi que du quartier de Montsort. Les Allemands entrent dans Alençon le 16 janvier, la quittent le 19 pour revenir le 29. En février, l’armée occupante réclame une contribution à la ville. Le préfet ayant fui, Lecointre reste la seule autorité, il fait voter un emprunt pour payer cette contribution. Une seconde contribution est exigée par les Allemands mais Lecointre déclare que la ville ne peut pas et ne veut pas payer. Le 15 février, le commandant allemand annonce alors qu’il va livrer la cité au pillage. Lecointre lui jette les clefs de sa maison en disant : « Vous pouvez commencer par moi si vous voulez. Allez et pillez, Messieurs, la force prime le droit », reprenant l’une des phrases favorites d’Otto von Bismarck (alors chancelier de la confédération de l’Allemagne du Nord). La ville est finalement épargnée, mais Lecointre et d’autres conseillers municipaux sont arrêtés et envoyés vers l’Allemagne, ils sont finalement libérés quelques jours plus tard le 22 février à Chartres. La ville est libérée le 7 mars.
Le 30 avril 1871, Lecointre est réélu au conseil municipal mais, plus tard dans l’année, ayant échoué aux élections cantonales en octobre, Eugène Lecointre démissionne de ses fonctions de maire. Toutefois, il est élu au conseil général représentant du canton d’Alençon-Est en 1874, mais il échoue aux élections municipales suivantes, à l’élection législative de 1876 et à celle de 1880 pour le conseil général.
En 1899, il entreprend les travaux de rénovation et la transformation de l’église Saint-Germain-d’Auxerre de Saint-Germain-du-Corbéis, travaux dont il ne verra pas l’achèvement, car il meurt le 24 mars 1902 à son domicile d’Alençon à l’âge de 75 ans.

## Historien
En marge de ses activités politiques, qu’il habite dans la Vienne ou dans l’Orne, Eugène Lecointre travaille comme historien.
Membre de la commission des archives départementales et communales, il est l’un des fondateurs, en 1882, de la Société historique et archéologique de l'Orne, où il remplit les fonctions de vice-président, de 1882 à 1890, de 1891 à 1897 et de 1901 à sa mort en 1902.
Il publie de nombreux ouvrages dont Notice sur la bibliothèque et le musée de peinture d’Alençon et participe à La Normandie monumentale et pittoresque de Léon de La Sicotière.

## Hommages et décoration
Une plaque fixée sur la façade de son ancienne maison, brisée sur l’ordre des Allemands le 30 juin 1940 et remplacée le 12 août 1955, rappelle sa conduite lors de l’occupation de 1871. Une rue de la ville porte son nom depuis 1923. Une autre plaque rappelle qu’il a été bienfaiteur de l’hospice d’Alençon dont il a été l’administrateur.
- Chevalier de la Légion d’honneur en raison de sa conduite comme maire lors de l’occupation allemande d’Alençon en 1871.

## Vie privée
Avec son épouse Henriette, il aura deux enfants : Anne (1861-date de décès inconnue) et Georges Gabriel Joseph (1869-1937).
Eugène Lecointre est aussi le beau-frère d’Émile Aymé de La Chevrelière et l’oncle de Jean-Marie Aymé de La Chevrelière (époux et fils de sa sœur Marie Anne), qui furent députés des Deux-Sèvres, le cousin germain de François Lecointre, qui fut député de la Vienne, et le neveu de Gérasime Lecointre-Dupont (père de François), historien.

## Sources
- Alain Champion, Dictionnaire des rues et monuments d’Alençon, Éditions Cénomane, 2003.
- Alain Champion, Chronique alençonnaise du IVe siècle à 2012, Éditions BoD - Books on Demand, 2013.